# Giani
Pour les articles homonymes, voir Giani (homonymie).

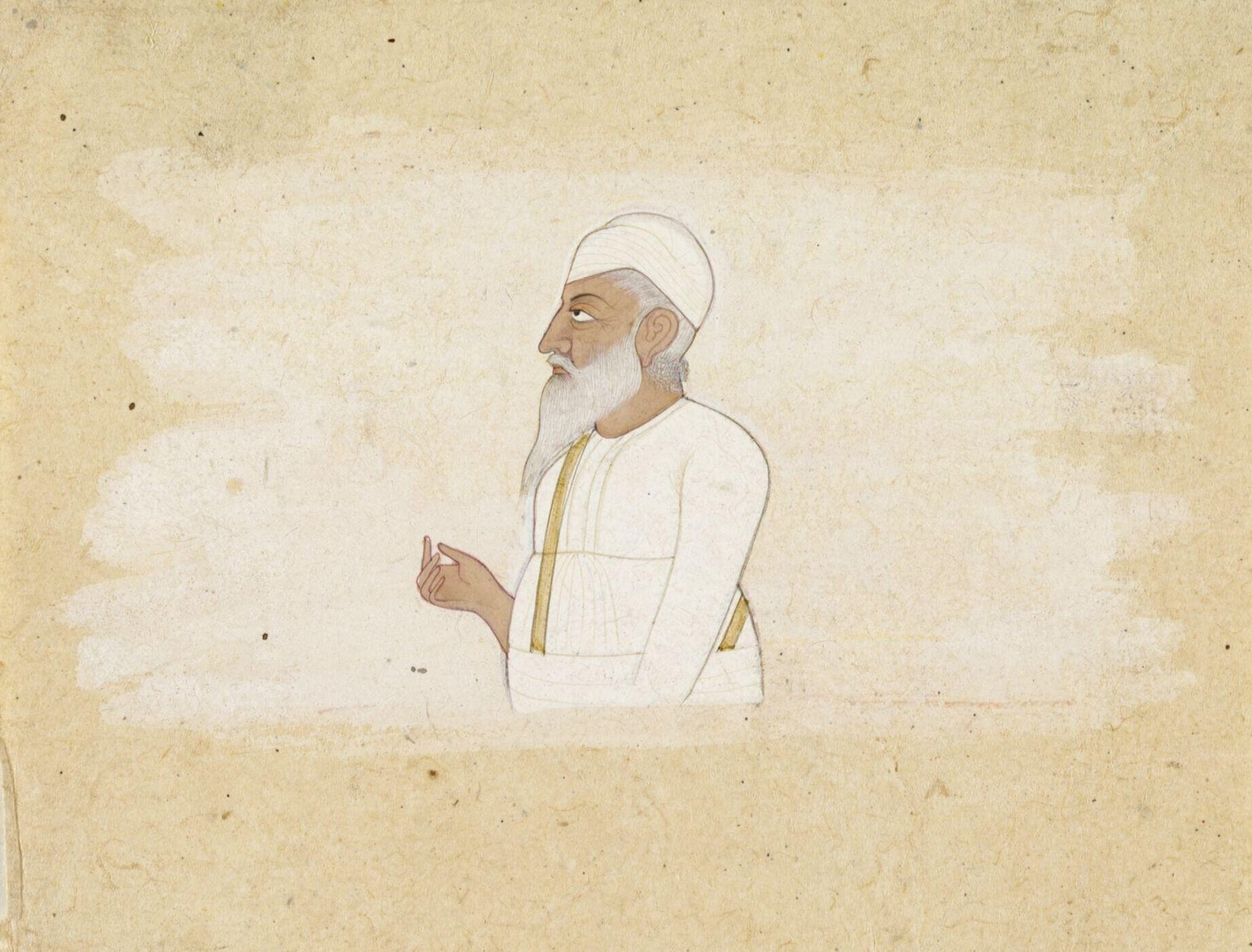
Portrait d'un vieux professeur Sikh.

Un giani ou gyani, (punjabi: ਗਿਆਨੀ), est un terme penjabi qui désigne un sikh possédant une certaine connaissance spirituelle. Le terme « ghian » signifie connaissance; il est un dérivé du terme sanskrit: Jnana, qui se traduit aussi par : compréhension spirituelle. Cette personne amène la communauté à la prière et éclaire les croyants à mieux comprendre les Écritures saintes: le Guru Granth Sahib. Dans ce livre le giani est décrit comme étant un être en unité avec Dieu, tout en étant détaché du monde,.
Gyani est aussi un diplôme dans le cursus étudiant la littérature sikhe.